# Загнані
«Загнані» (інша назва: «Заручники») — радянський художній фільм 1991 року, знятий режисером Сергієм Ісраеляном на кіностудії «Вірменфільм».

## Сюжет
Геворг Адамян, процвітаючий високопоставлений функціонер, знаючи про серйозні недоробки у системі безпеки майбутнього промислового об'єкта, поспішно підписує проект до здачі і стає безкарним винуватцем катастрофи: після помпезно-урочистої здачі на об'єкті відбувається вибух. На тлі службової кар'єри Геворга Адамяна у фільмі розповідається про його особисте життя, в якому він також лицемірний і віроломний.

## У ролях
- Леон Кукулян — Георг Адамян
- Георгій Бальян — Мірзоян
- Ігор Кашинцев — Андрій Лукіч
- Тигран Нерсесян — Сурен
- Каріна Сукіасян-Кочарян — Маріам
- Грач'я Арутюнян — Аршак
- Гоаріна Ігітян — Гаяне
- Марина Габрієлян — Анна
- Віра Зангієва — Ліліт
- Андронік Арутюнян — Лентрош
- Аревшат Унанян — майор міліції
- Леонард Саркісов — Ванунц
- Григор Габрієлян — Левон
- Айкануш Єремян — ворожка
- Размік Мансурян — епізод
- Джульєтта Бабаян — епізод
- Міра Хекоян — епізод
- Ашот Єдігарян — епізод
- Сурен Оганесян — епізод
- Степан Арутюнян — епізод
- Самуїл Абрамян — епізод
- Шаген Амамджян — епізод
- С. Гіносян — епізод
- Варужан Манукян — епізод
- Л. Манукян — епізод
- Артем Мартіросян — епізод
- П. Мікаєлян — епізод
- А. Орбелян — епізод
- Д. Смбатян — епізод
- В. Тадевосян — епізод

## Знімальна група
- Режисер — Сергій Ісраелян
- Сценарист — Еверт Паязат
- Оператор — Рудольф Ватинян
- Композитор — Мартин Ісраелян
- Художник — Рафаель Бабаян